# Ministerium für Wirtschaft, Verkehr, Arbeit, Technologie und Tourismus des Landes Schleswig-Holstein

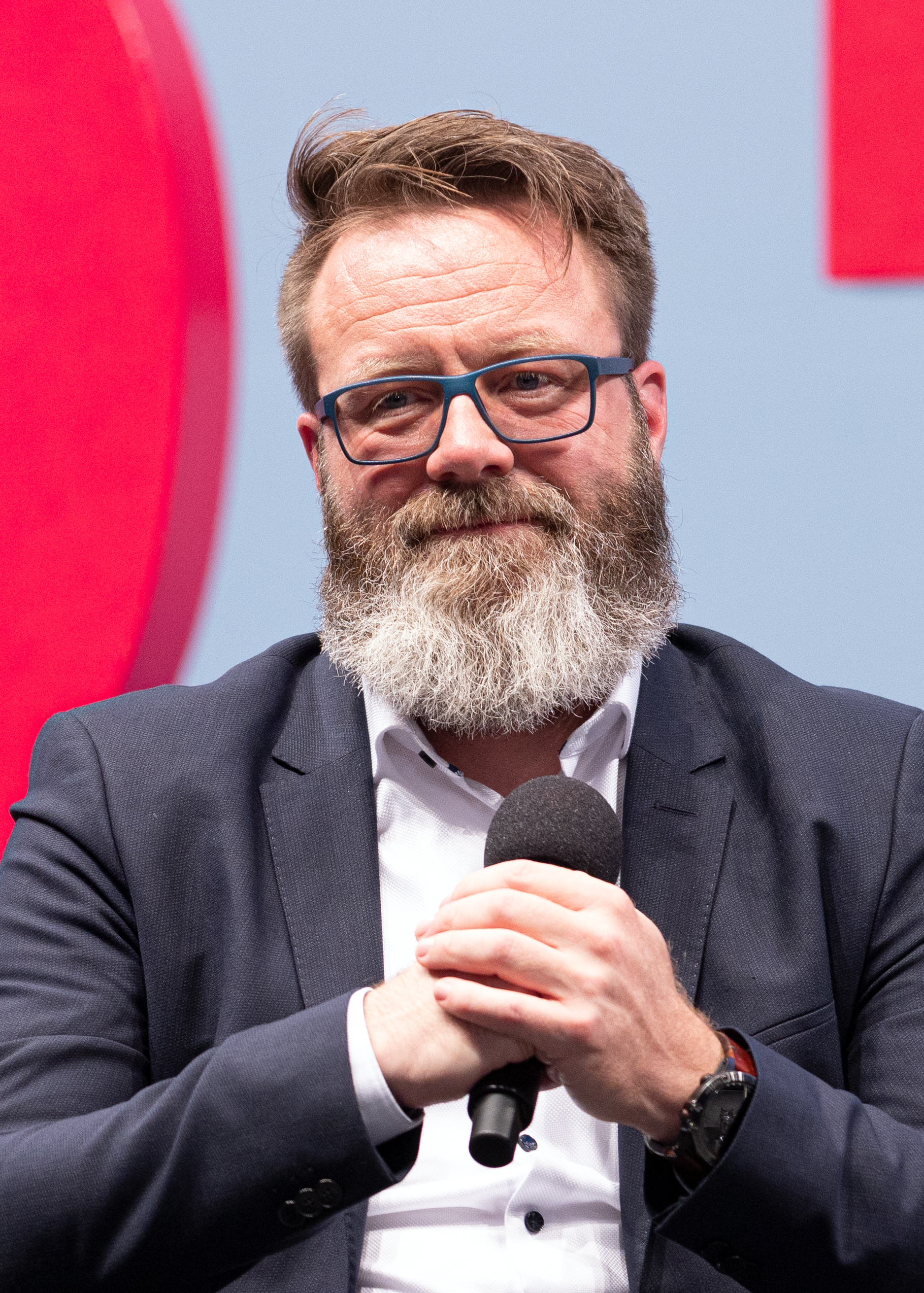
Minister Madsen (2021)

Das Ministerium für Wirtschaft, Verkehr, Arbeit, Technologie und Tourismus des Landes Schleswig-Holstein (MWVATT) ist ein Ministerium der Landesregierung Schleswig-Holsteins und oberste Landesbehörde für die Wirtschafts-, Verkehrs- und Arbeitsmarktpolitik des Landes. Minister im Kabinett Günther II ist seit dem 29. Juni 2022 Claus Ruhe Madsen (CDU). Als Staatssekretärinnen stehen ihm Susanne Henckel (parteilos) und Julia Carstens (CDU) zur Seite.

## Geschichte
Ein Ministerium für Wirtschaft und Verkehr existierte bereits 1946 in der ersten Landesregierung von Schleswig-Holstein. Bis heute waren der Behörde zeitweise zusätzliche Zuständigkeiten zugeteilt, beispielsweise die Wissenschaftspolitik. Seit 2012 befindet sich außerdem das Ressort „Arbeit“ im Bereich des Wirtschaftsministeriums, wie dies zuvor bereits 1948–1950 und 2003–2005 der Fall war. In seiner aktuellen Form besteht das Ministerium seit 2017.
Folgende Minister waren bisher in Schleswig-Holstein für die Wirtschaftspolitik zuständig:
| Name                                                                | Amtsantritt                                                         | Kabinett                                                | Partei                              |
| Minister für Wirtschaft und Verkehr                                 | Minister für Wirtschaft und Verkehr                                 | Minister für Wirtschaft und Verkehr                     | Minister für Wirtschaft und Verkehr |
| ------------------------------------------------------------------- | ------------------------------------------------------------------- | ------------------------------------------------------- | ----------------------------------- |
| Bruno Diekmann                                                      | 11. April 1946                                                      | Steltzer I                                              | SPD                                 |
| Minister für Wirtschaft                                             |                                                                     |                                                         |                                     |
| Bruno Diekmann                                                      | 23. November 1946                                                   | Steltzer II                                             | SPD                                 |
| Minister für Wirtschaft und Verkehr                                 |                                                                     |                                                         |                                     |
| Bruno Diekmann                                                      | 29. April 1947                                                      | Lüdemann                                                | SPD                                 |
| Minister für Arbeit, Wirtschaft und Verkehr                         |                                                                     |                                                         |                                     |
| Ludwig Preller                                                      | 6. August 1948 29. August 1949                                      | Lüdemann Diekmann                                       | SPD                                 |
| Minister für Wirtschaft, Aufbau und Verkehr                         |                                                                     |                                                         |                                     |
| Hermann Andersen                                                    | 5. September 1950                                                   | Bartram                                                 | FDP                                 |
| Minister für Wirtschaft und Verkehr                                 |                                                                     |                                                         |                                     |
| Hermann Andersen                                                    | 25. Juni 1951 27. Juli 1951                                         | Lübke I Lübke II                                        | FDP                                 |
| Friedrich Wilhelm Lübke (kommissarisch)                             | 4. Januar 1952                                                      | Lübke II                                                | CDU                                 |
| Hermann Böhrnsen                                                    | 13. September 1952 11. Oktober 1954 27. Oktober 1958 7. Januar 1963 | Lübke II von Hassel I von Hassel II Lemke I             | CDU                                 |
| Knud Knudsen                                                        | 1. Juni 1967                                                        | Lemke II                                                | CDU                                 |
| Gerhard Gaul                                                        | 24. März 1969                                                       | Lemke II                                                | CDU                                 |
| Karl-Heinz Narjes                                                   | 10. November 1969 24. Mai 1971                                      | Lemke II Stoltenberg I                                  | CDU                                 |
| Jürgen Westphal                                                     | 29. Januar 1973 26. Mai 1975 29. Mai 1979 4. Oktober 1982           | Stoltenberg I Stoltenberg II Stoltenberg III Barschel I | CDU                                 |
| Manfred Biermann                                                    | 16. Dezember 1985                                                   | Barschel II                                             | CDU                                 |
| Roger Asmussen                                                      | 9. Juni 1987 2. Oktober 1987                                        | Barschel II Schwarz                                     | CDU                                 |
| Minister für Wirtschaft, Technik und Verkehr                        |                                                                     |                                                         |                                     |
| Franz Froschmaier                                                   | 31. Mai 1988                                                        | Engholm I                                               | SPD                                 |
| Uwe Thomas                                                          | 5. Mai 1992                                                         | Engholm II                                              | SPD                                 |
| Peer Steinbrück                                                     | 19. Mai 1993                                                        | Simonis I                                               | SPD                                 |
| Minister für Wirtschaft, Technologie und Verkehr                    |                                                                     |                                                         |                                     |
| Peer Steinbrück                                                     | 22. Mai 1996                                                        | Simonis II                                              | SPD                                 |
| Horst Günter Bülck                                                  | 28. Oktober 1998                                                    | Simonis II                                              | SPD                                 |
| Bernd Rohwer                                                        | 28. März 2000                                                       | Simonis III                                             | SPD                                 |
| Minister für Wirtschaft, Arbeit und Verkehr                         |                                                                     |                                                         |                                     |
| Bernd Rohwer                                                        | 1. März 2003                                                        | Simonis III                                             | SPD                                 |
| Minister für Wissenschaft, Wirtschaft und Verkehr                   |                                                                     |                                                         |                                     |
| Dietrich Austermann                                                 | 27. April 2005                                                      | Carstensen I                                            | CDU                                 |
| Werner Marnette                                                     | 8. Juli 2008                                                        | Carstensen I                                            | CDU                                 |
| Jörn Biel                                                           | 30. März 2009                                                       | Carstensen I                                            | CDU                                 |
| Jost de Jager                                                       | 27. Oktober 2009                                                    | Carstensen II                                           | CDU                                 |
| Minister für Wirtschaft, Arbeit, Verkehr und Technologie            |                                                                     |                                                         |                                     |
| Reinhard Meyer                                                      | 12. Juni 2012                                                       | Albig                                                   | SPD                                 |
| Minister für Wirtschaft, Verkehr, Arbeit, Technologie und Tourismus |                                                                     |                                                         |                                     |
| Bernd Buchholz                                                      | 28. Juni 2017                                                       | Günther I                                               | FDP                                 |
| Claus Ruhe Madsen                                                   | 29. Juni 2022                                                       | Günther II                                              | CDU                                 |